# Jean Grolier

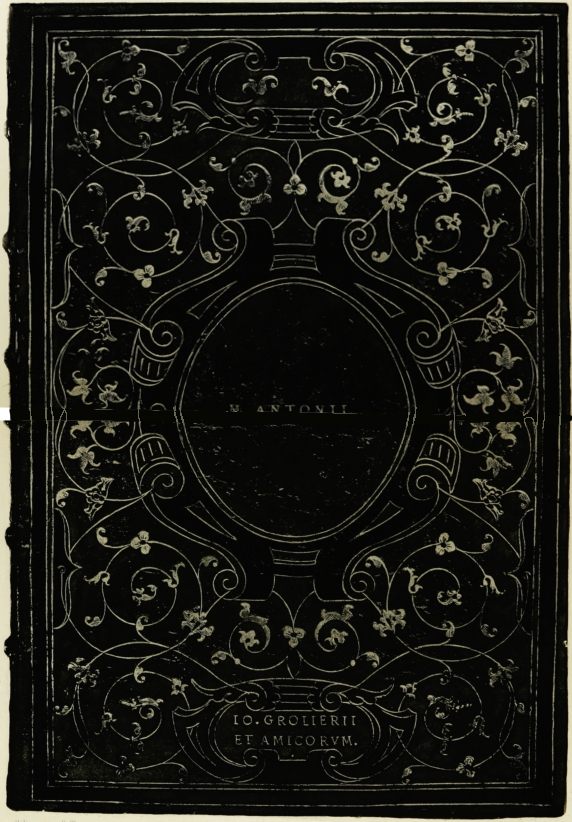
Grolier-Einband, Leder mit Goldprägung; IO. Grolierii et amicorum

Jean Grolier de Servières, vicomte d’Aguisy (* 1479 in Lyon; † 22. Oktober 1565 in Paris) war ein französischer Adliger und Kunst- und Bücherliebhaber.

## Leben
Grolier hielt sich während der Jahre 1510–35 als Generalfeldzahlmeister und französischer Gesandter in Italien auf, besonders in Mailand und Rom. Nach Frankreich zurückgekehrt, war er seit 1537 als Finanzbeamter (Trésorier général des Finances) tätig. Er starb 1565 in seinem Hôtel de Lyon zu Paris.
In Italien wurde er mit dem Buchdrucker Aldus Manutius bekannt und begann dort auch den Grund zu seiner Büchersammlung zu legen, die schließlich auf 3000 Bände stieg.
Von diesen sind bis 1889 ca. 350 Exemplare zum Vorschein gekommen, welche sämtlich durch einen meist aus Kalbsleder gefertigten braunen Einband ausgezeichnet sind, der auf beiden Seiten mit einem aus Streifen und Pflanzenarabesken gebildeten Flachornament versehen ist.
Diese Grolierbände, die als Muster der Buchbinderei vielfach nachgeahmt werden (Einbände im Grolierstil), tragen sämtlich die lateinische Aufschrift Io. Grolieri et Amicorum (d. h. Eigentum Jean Groliers und seiner Freunde); die meisten derselben (ca. 60) besitzt die Pariser Nationalbibliothek. Der Preis für einen Grolierband auf Auktionen bewegte sich 1889 zwischen 600 und 1200 Franc.
Der 1884 in New York gegründete bibliophile Grolier Club ist nach Jean Grolier benannt. Der amerikanische Verlag Grolier ist ebenfalls von seinem Namen abgeleitet, er wurde im Jahr 2000 von Scholastic übernommen.